# Sara Winter
Sara Fernanda Giromini, conhecida como Sara Winter ou Sara Huff (São Carlos, 18 de junho de 1992), é uma ativista conhecida por sua antiga militância no movimento feminista e, mais recentemente, por sua associação a grupos extremistas na extrema-direita política. Apesar do seu posicionamento atual, Sara mudou de posicionamento político muitas vezes, chegando a dar palestra ao PT (partido da esquerda brasileira) e elogiando Lula. Amigos de juventude de Sara declararam que seus posicionamentos dependiam das oportunidades e de seus interesses.
Depois de deixar o movimento feminista, a que chamou "intolerante", escreveu um livro digital com o título Vadia, Não! Sete Vezes que Fui Traída pelo Feminismo. Contudo, sua militância nessa causa é contestada. A professora de filosofia e escritora ligada a esse movimento, Marcia Tiburi, afirma que Sara não pode ser considerada ex-feminista porque nunca foi feminista, e mentiu ao se apresentar como tal para obter lucros financeiros com isso.
Foi fundadora da célula brasileira do grupo extremista FEMEN, tendo sido acusada de utilizar de forma indevida a verba que recebia do grupo. Na segunda metade de 2013 fundou um grupo próprio, o BastardXs, que aceitava homens entre seus militantes. Entre 2013 e 2014 instituições de grupos feministas dizem ter expulsado Sara, a acusando de uso de verba recebida para sua autopromoção. A partir de 2015, passou a participar do "grupo Pró-Mulher", ao mesmo tempo em que começou a militar contra as pautas que outrora defendia, incluindo a construção social dos gêneros, o feminismo, e a legalização do aborto, defendendo desde então posições políticas ligadas à direita e ao conservadorismo.
Foi candidata a deputada federal pelo Democratas do Rio de Janeiro nas eleições de 2018, não conseguindo eleger-se. Em 2019, foi coordenadora de políticas à maternidade no Ministério da Mulher, da Família e dos Direitos Humanos.
Após ter sido presa em 2020, Sara saiu do país e abandonou o ativismo político.

## Biografia
Sara Winter vivia com os pais na cidade de São Carlos, no interior do estado de São Paulo. Segundo seus amigos, Sara sofreu violência familiar, violência sexual e chegou a fazer um aborto. Seu irmão, Diego Giromini, contesta esses relatos e afirma que Sara "busca apenas a fama com seu ativismo". Foi prostituta, tendo trabalhado na prostituição durante dez meses. Por volta dos 16 anos, começou a andar com neonazistas da cidade.

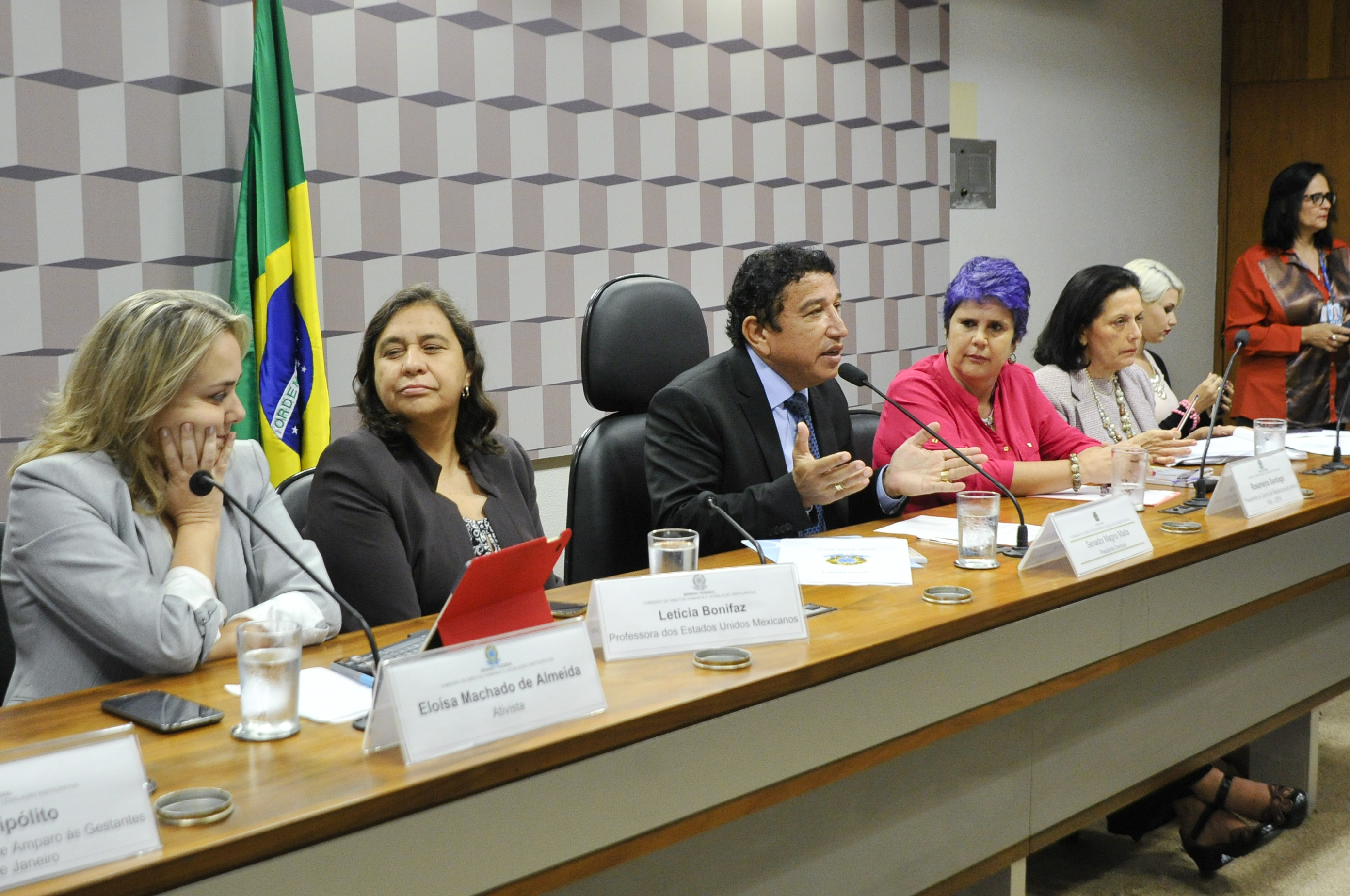
Na mesa, a partir da esquerda: a ativista Eloísa Machado de Almeida; a senadora mexicana Letícia Bonifaz; o presidente eventual da CDH, senador Magno Malta (PR-ES); a presidente do Centro de Reestruturação para a Vida - (Cervi), Rosemeire Santiago; a advogada e ativista Leila Linhares e Sara Winter (Brasília, 28 de Abril de 2016).

Em dezembro de 2013, apesar de ter em seu histórico um protesto contra alienação social causada pelo programa de televisão Big Brother Brasil, Sara foi candidata a uma vaga na edição de 2014 do programa. Entre 2013 e 2014 instituições de grupos feministas dizem ter expulsado Sara dos grupos acusada de desvio de verba e autopromoção. Sara por sua vez diz que abandonou esses grupos feministas que outrora havia integrado, tendo inclusive publicado vídeos no YouTube onde pedia perdão aos cristãos por conta de seu comportamento diante daqueles grupos.[carece de fontes?] Logo em seguida publicou um livro chamado "Vadia não! Sete vezes que fui traída pelo feminismo", onde relata pela sua perspectiva experiências negativas que teve com do movimento. Logo que a ativista tornou-se mãe de uma criança, revelou que já havia abortado sua primeira gestação mas que agora teria reformado suas posições sobre o aborto, tornando-se contrária a esta prática. Ela também abraçou o cristianismo, afirmando que pretende criar seu filho "com base nos Dez Mandamentos".
A ex-feminista considera que sua página nas redes sociais vem tendo maior sucesso desde que abandonou os grupos "esquerdistas", e tem se sustentado através de palestras e venda de livros.[carece de fontes?] Adicionalmente ela pretende capitalizar a partir de sua experiência, escrevendo um novo livro contando experiências de ex-feministas que saíram do movimento e foram perseguidas. Pretende também ingressar na carreira política, sonho que nutre desde criança. Desde então, Sara Winter tem se relacionado com personalidades conservadoras da política brasileira, como Everaldo Dias Pereira, Marco Feliciano e Jair Bolsonaro, com quem anunciou uma parceria política em 2016 afirmando que irão lutar contra uma suposta inversão de valores na sociedade que seria provocada por movimentos sociais de esquerda tais como: feminismo, movimento negro, movimento LGBT e a ideologia de gênero.
| “ | Esse é o movimento mais intolerante que eu já conheci na vida. Ele só dá suporte para mulheres que seguirem uma cartilha específica: tem que ser de esquerda, não pode ser cristã, não pode ser heterossexual e tem que começar a desconstruir a sua estética. Se a mulher alisa o cabelo, se pinta, usa salto alto, tem que parar. Muitas vezes tem que deixar os pelos crescer. Algumas mulheres se sentem confortáveis assim, outras não. Mas se você fizer, vai ter mais voz dentro do movimento. Então eles desconstroem a sua estética, a sua crença, a sua orientação sexual, o seu posicionamento político. | ” |
|   | — Sara Winter em entrevista ao portal G1. |   |

Em abril de 2019, foi nomeada coordenadora nacional de políticas à maternidade do Ministério da Mulher, da Família e dos Direitos Humanos, sob a gestão da ministra Damares Alves, pedindo exoneração em novembro do mesmo ano. Apresentou um currículo falso para assumir o cargo, dizendo-se graduada em relações internacionais pelo Centro Universitário Internacional (UNINTER).
Em 2020 a sua trajetória virou documentário: A Vida de Sara, produzido por Matheus Bazzo e dirigido por Julia Sondermann.
No dia 2 de junho de 2020, foi expulsa do Democratas (DEM), ao qual fora filiada desde 2018. A fundamentação do ato de expulsão foi infração estatutária grave por "envolvimento da filiada em movimentos radicais contra o Estado de Direito e o Regime Democrático", após ela haver proferido ameaças contra o ministro Alexandre de Moraes, do Supremo Tribunal Federal, e organizado um protesto diante do tribunal em que seu grupo usou tochas e máscaras, ato que foi comparado por parlamentares com o movimento supremacista norte-americano Ku Klux Klan. O presidente nacional do partido, ACM Neto, declarou que Sara Winter promoveu "movimentos inaceitáveis de desrespeito à democracia, de agressão às instituições" e que "flerta com tendências autoritárias".
Em 2022, ela se casou com o estadunidense Joseph Huff, adotou o sobrenome do mesmo e abandonou o ativismo político.

### Femen
De acordo com declarações dadas em entrevistas, a paulista afirmou que ingressou nos movimentos feministas pois queria de alguma forma exterminar todo o tipo de violência contra a mulher. Aos dezenove, com o intuito de se integrar e fundar uma célula do grupo antissexismo FEMEN no Brasil, viajou à cidade de Kiev a fim de receber treinamento e conhecer uma das líderes do grupo, Inna Shevchenko. Ao retornar ao país em 2012, a ativista descreveu sua ideologia da seguinte maneira:
| “ | Nossa ideologia é o sextremismo, uma forma de oposição ao machismo. E a nudez é usada pela sociedade patriarcal desde sempre, a mulher nua ou não vende todo tipo de produto. Já que somos mulheres, ao invés de vender produtos, vendemos ideias sociais. Como todo mundo gosta de olhar o corpo de uma mulher, usamos o nosso corpo para passar uma mensagem escrita no peito, um protesto. | ” |
|   | — Sara Winter, então participante do Femen Brasil. |   |

O grupo sofreu uma reviravolta com o fechamento de sua filial brasileira menos de um ano depois de sua inauguração. Em nota oficial, a sede retirou o direito da líder brasileira Sara Winter de usar o nome Femen. Em maio de 2013 a ucraniana Alexandra Shevchenko, uma das fundadoras do movimento, afirmou que Sara já "não faz parte do nosso grupo, tivemos muitos problemas com ela. Ela não está pronta para ser líder". A fundadora do grupo, Anna Hutsol, ameaçou ainda "revelar o real motivo que fez Sara entrar no Femen". Em represália, Sara teceu diversas críticas ao grupo, afirmando que tratava-se de uma empresa e uma ação de marketing ao invés de um movimento social legítimo, dizendo ainda que as brasileiras jamais eram consultadas em relação às ações do grupo e que "já não tinham vontade nenhuma de serem representadas por elas". A ex-número dois do grupo, Bruna Themis, também pronunciou-se criticamente em relação ao Femen em entrevista, afirmando que trata-se de um movimento sem propostas, que exclui mulheres que estão fora do padrão de beleza considerado "apropriado" e que encontra-se afastado dos ideais do feminismo e acusando Sara de centralização, autoritarismo e simpatia ao nazismo.

#### Acusação de uso indevido de verba
Inna Schevchenko, líder do movimento, afirmou que Sara recebeu dinheiro para realização de um protesto no Rio de Janeiro e o utilizou para outros fins. Conforme seu depoimento, Sara usava esse dinheiro muitas vezes para fins pessoais e para se promover.
| “ | O engajamento político recente da Sara e as desinformações que ela espalhou sobre o movimento feminista nos últimos anos são uma vergonha. No dia da ação ela simplesmente desapareceu. | ” |
|   | — Inna Schevchenko, líder do Femen, justificando a expulsão de Sara, depois de ter recebido dinheiro para viajar ao Rio de Janeiro para organizar um protesto que nunca se realizou.    |   |

### Relações com movimento neonazista
Declarações de Bruna Themis, vice-presidente do FEMEN Brasil em 2013, sugeriram que Sara teria pertencido a um grupo neonazista durante a juventude em virtude de uma Cruz de Ferro tatuada em seu corpo. A ativista negou participação em tais grupos, porém reconheceu que manteve contato com neonazistas através da internet quando tinha cerca de 15 anos, e que realmente tinha algumas ideias similares às daquele movimento, porém afirmou que conforme foi crescendo teria percebido que aquele era um "pensamento muito errado". Internautas chamaram atenção ao fato de que seu pseudônimo "Sara Winter" teria sido uma alusão a Sarah Winter, militante nazifascista na Inglaterra durante a Segunda Guerra Mundial — o que foi classificado pela ativista como uma "triste coincidência". Por outro lado, ela abertamente declara-se admiradora de Plínio Salgado, fundador do partido da extrema-direita brasileiro conhecido como Ação Integralista Brasileira durante a década de 1930 — avaliando que a referida personalidade política foi um "defensor do país".

### Operação da Polícia Federal
Em 27 de maio de 2020, Sara Winter foi alvo de um mandado de busca e apreensão da Polícia Federal na operação que investiga o inquérito das Fake News, que apura um esquema milionário envolvendo empresários e blogueiros para disseminação de notícias falsas e criação e manutenção de perfis falsos (robôs/bots). Após ter seu celular e computador apreendidos, Sara gravou um vídeo com ameaças e xingamentos ao ministro do STF Alexandre de Moraes, que havia autorizado a operação. O ministro encaminhou o vídeo para a PGR.

#### Prisão
Sara Winter foi presa pela Polícia Federal na manhã do dia 15 de junho de 2020. O pedido de prisão temporária foi feito pela Procuradoria-Geral da República e deferido pelo ministro Alexandre de Moraes, com fundamento em indícios de que o grupo 300 do Brasil continuaria a organizar e captar recursos financeiros para ações que se enquadram na Lei de Segurança Nacional.
| “ | A prisão de radicais que, a pretexto de criticar o STF, ameaçam explicitamente a instituição e seus ministros, é correta. A liberdade de expressão protege opiniões, mas não ameaças e crimes. O debate público pode ser veemente, mas não criminoso. | ” |
|   | — Sergio Moro, ex-ministro da justiça. |   |

Em 24 de junho de 2020, o ministro do STF Alexandre de Moraes permitiu que Sara deixasse a prisão com o uso de tornozeleira eletrônica. Também foi proibida de manter contato com os seguintes parlamentares: Alê Silva, Aline Sleutjes, Bia Kicis, Carla Zambelli, Caroline De Toni, Daniel Silveira, General Girão, Junio Amaral, Otoni de Paula e o senador Arolde de Oliveira (falecido em 21 de outubro de 2020), também investigados pelo mesmo crime.

### Acusação de infiltração
No dia 20 de agosto de 2020, a deputada bolsonarista Soraya Manato, do PSL-ES, afirmou que Winter é uma ativista "de esquerda" que está "infiltrada na direita".
A deputada bolsonarista disse ainda que irá ao Conselho de Ética contra uma deputada federal "do PCdoB de São Paulo" por tê-la acusado de vazar os dados da menina de 10 anos que engravidou após ser estuprada pelo tio e passou por um aborto. O PCdoB não tem deputada federal eleita por SP.

## Controvérsias

### Semelhanças com movimentos de extrema-direita da Europa
Em abril de 2020, durante a pandemia de COVID-19, Winter voltou a ser notícia ao promover a organização de um grupo paramilitar chamado "Os 300 do Brasil", que defende as políticas do presidente Jair Bolsonaro. Em postagens direcionadas a apoiadores, Winter indicou que o grupo teria o objetivo de ensinar "técnicas de subversão e cooptação de pessoas" e que os participantes deveriam usar "roupa adequada pra um treinamento físico de combate". Este grupo se apresenta como uma espécie de guarda pretoriana de Bolsonaro, acampada na Praça dos Três Poderes e disposta a "ucranizar o Brasil", ou seja, a promover uma guerra civil, similar à que enfrenta a Ucrânia desde 2014 – a inspiração do grupo é o Batalhão de Azov, organização neonazista ligada ao governo da Ucrânia.
Segundo especialistas ouvidos pela Agência Pública, o movimento "300 do Brasil", feito em apoio ao presidente Jair Bolsonaro e liderado por Sara Winter, apresenta semelhanças com os movimentos de extrema-direita da Europa, sendo o próprio grupo classificado pela imprensa como uma organização de extrema-direita.

### Exposição de vítima de estupro
Em agosto de 2020, divulgou em suas redes sociais o nome de uma menina de 10 anos que engravidara após sofrer estupro, assim como o endereço do hospital onde seria realizado o procedimento de aborto autorizado pela justiça. O hospital então foi alvo de protestos por parte de grupos antiaborto.
As postagens expondo dados da criança foram posteriormente retiradas do ar por ordem judicial, e as contas nas redes sociais YouTube e Instagram de Sara Winter foram removidas, incluindo a conta do PicPay, que era usada por ela para fazer um financiamento coletivo. Em razão da divulgação dos dados, Sara virou ré em ação cível promovida pelo Ministério Público do Espírito Santo, na qual foi requerida sua condenação ao pagamento de R$ 1,3 milhão a título de dano moral, quantia a ser revertida ao Fundo de Direitos da Criança e do Adolescente de São Mateus.
Em 20 de agosto de 2020, a segunda conta de Sara Winter no Twitter foi suspensa por descumprir regras da rede social. Não se sabe, no entanto, se a suspensão estaria relacionada com a divulgação dos dados da criança.

## Críticas
Grupos feministas nacionais e internacionais criticaram duramente as posições assumidas por Winter à frente do grupo, considerando que Sara não conhece com profundidade o feminismo e defende bandeiras contraditórias ou que não fazem sentido para a realidade brasileira. Sua simpatia pela extrema-direita também não era bem vista por feministas tradicionais. A organização ucraniana do FEMEN chegou a afirmar que a brasileira "não respeitava a ideologia do grupo" e também a acusou de mentir e "fazer coisas desonestas" como não realizar ações para as quais recebia dinheiro da Europa. Também se apresenta como "defensora da vida". Porém, já defendeu a liberação do estatuto de armamento para toda a população e fez várias publicações nas suas redes sociais posando com armamento e pregando o uso de armas contra rivais políticos.
O grupo radical "300 do Brasil", liderado por Giromini, teve campanhas de financiamento coletivo (crowdfunding) canceladas após pressão do movimento Sleeping Giants.